# Marco Valerio Mesala (cónsul 161 a. C.)
Marco Valerio Mesala  fue un político de la República romana que ocupó el consulado en el año 161 a. C.

## Familia
Hijo del cónsul del año 188 a. C. Marco Valerio Mesala y nieto del también cónsul del año 226 a. C. Marco Valerio Mesala.

## Carrera política
Fue cónsul a su vez en el año 161 a. C., con Cayo Fannio Estrabón como colega. Durante la época de su consulado el Senado emitió un decreto prohibiendo a los retóricos griegos la residencia en Roma. En ese año también se representaron por primera vez las obras de teatro Phormion y Eunuchus de Terencio.
Mesala también resaltó por haber sido degradado por los censores para, sin embargo, acabar ocupando él el cargo de censor en 154 a. C.